# 경기 국제 보트 쇼
경기국제보트쇼(Korea International Boat Show, KIBS)는 해양수산부, 경기도가 주최하며 킨텍스, 코트라, 한국해양레저산업협회(KMIA), 한국마리나협회가 주관하는 전시회로서, 대한민국 최대 보트쇼이자 우리나라를 대표하는 해양레저산업 전시회이다.
 2008년 경기도 화성시 전곡항, 안산 탄도항에서 코리아 매치컵 세계요트대회, 해양레저 체험프로그램과 함께 해양레저 페스티벌로 시작하였으며, 2013년부터는 경기도 고양시 KINTEX로 장소를 이전하여 전문 산업전시회로 성격을 강화하였고, 2022년부터 한국국제낚시박람회와 동시개최하고 있다.

## 차기 전시회 정보
- 전시명 : 2025 경기국제보트쇼(Korean International Boat Show 2025)
- 개최일 : 2025년 2월 28일(금) ~ 3월 2일(일)
- 장  소 : 킨텍스 3, 4, 5홀
- 주  최 : 해양수산부, 경기도
- 주  관 : 킨텍스, 코트라, 한국해양레저산업협회(KMIA), 한국마리나협회
- 한국국제낚시박람회 동시개최(2홀)

## 역대 전시회 정보
- 제17회 경기국제보트쇼 (KIBS 2024) / 3월 8일(금) ~ 3월 10일(일) / KINTEX
- 제16회 경기국제보트쇼 (KIBS 2023) / 3월 3일(금) ~ 3월 5일(일) / KINTEX
- 제15회 경기국제보트쇼 (KIBS 2022) / 3월 11일(금) ~ 3월 13일(일) / KINTEX
- 제14회 경기국제보트쇼 (KIBS 2021) / 10월 1일(금) ~ 10월 3일(일) / 온라인 전시
- 제13회 경기국제보트쇼 (KIBS 2020) / 코로나19로 미개최
- 제12회 경기국제보트쇼 (KIBS 2019) / 5월 9일(목) ~ 5월 12일(일) / KINTEX, 김포시 아라마리나
- 제11회 경기국제보트쇼 (KIBS 2018) / 5월 24일(목) ~ 5월 27일(일) / KINTEX, 김포시 아라마리나
- 제10회 경기국제보트쇼 (KIBS 2017) / 5월 25일(목) ~ 5월 28일(일) / KINTEX, 김포시 아라마리나
- 제9회 경기국제보트쇼 (KIBS 2016) / 5월 19일(목) ~ 5월 22일(일) / KINTEX, 김포시 아라마리나
- 제8회 경기국제보트쇼 (KIBS 2015) / 5월 28일(목) ~ 5월 31일(일) / KINTEX, 김포시 아라마리나
- 제7회 경기국제보트쇼 (KIBS 2014) / 6월 12일(목) ~ 6월 15일(일) / KINTEX
- 제6회 경기국제보트쇼 (KIBS 2013) / 5월 30일(목) ~ 6월 2일(일) / KINTEX
- 제5회 경기국제보트쇼 (KIBS 2012) / 5월 30일(목) ~ 6월 3일(일) / 화성시 전곡항, 안산시 탄도항
- 제4회 경기국제보트쇼 (KIBS 2011) / 6월 8일(수) ~ 6월 12일(일) / 화성시 전곡항, 안산시 탄도항
- 제3회 경기국제보트쇼 (KIBS 2010) / 6월 9일(수) ~ 6월 13일(일) / 화성시 전곡항, 안산시 탄도항
- 제2회 경기국제보트쇼 (KIBS 2009) / 6월 3일(수) ~ 6월 7일(일) / 화성시 전곡항, 안산시 탄도항
- 제1회 경기국제보트쇼 (KIBS 2008) / 6월 11일(수) ~ 6월 15일(일) / 화성시 전곡항, 안산시 탄도항

## 인증 현황
- 국제전시연맹(UFI) 인증전시회(2015~)
- 산업통상자원부 국제인증전시회(2010~)
- IFBSO(세계보트쇼주최자연합) Platinum 멤버(2011~)
- ICOMIA(세계해양협회) 준회원(2012~)
- 미국 상무부 무역전시회(2014)